# Streichholzbriefe
„Streichholzbriefe“ ist die deutsche Übersetzung des Kolumnen-Titels La Bustina di Minerva, unter dem seit März 1985 die kurzen Texte von Umberto Eco auf der letzten Seite des römischen Nachrichtenmagazins L’Espresso erschienen, bis März 1998 wöchentlich, danach alle 14 Tage. Die Übersetzung ist nahezu wörtlich, denn bustina di Minerva heißen in Italien die flachen Streichholzbriefchen der Firma Minerva, auf deren Innenklappe man sich etwas notieren kann.
In seiner allerersten bustina hat Umberto Eco die Größe dieser Klappe gleichsam als Format seiner künftigen Kolumnentexte definiert:

„Wenn die Innenseite der Klappe einmal zufällig frei von Reklame ist, pflegen gedankenvolle Männer sich darauf vage Ideen zu notieren, Telephonnummern von Frauen, die sie eines Tages womöglich lieben sollten, Titel von Büchern, die sie kaufen oder vermeiden wollen.“

Thema dieser Notizen kann alles Mögliche sein:

„Gedanken über das letzte nicht gelesene Buch, über die Intuition, die einem durch den Kopf schießt, wenn man auf der Autobahn plötzlich bremsen muß, um nicht auf einen Lastzug aufzufahren, über das Sein und das Nichts, über die berühmten Steppschritte von Fred Astaire …“

## Ausgaben (Auswahl)
So sind im Laufe der Jahre Hunderte solcher „Streichholzbriefe“ entstanden, von denen etliche, die sich thematisch und sprachlich übertragen ließen, auch in deutscher Sprache vorliegen, immer in der Auswahl, Übersetzung und Bearbeitung von Burkhart Kroeber:
- Eine erste Auswahl erschien unter dem Titel „Streichholzbriefe“ von April 1986 bis April 1987 sowie von September 1987 bis März 1988 in der Hamburger Wochenzeitung Die Zeit, eine zweite, sehr viel kleinere (10 Texte) von Juni bis August 1996 im damaligen Zeit-Magazin.
- Eine kleine Auswahl (14 Texte) der ersten Serie erschien 1990 unter dem Titel Streichholzbriefe bei Hanser (ISBN 3-446-15930-4).
- 1992 hat Eco eine Auswahl aus den ersten sieben Jahren, vorwiegend Texte, die sich als Satiren auf die Sitten und Gebräuche unseres Alltagslebens charakterisieren lassen, in seinen Band Il secondo Diario Minimo aufgenommen (deutsch Wie man mit einem Lachs verreist und andere nützliche Ratschläge, Hanser, München 1993, ISBN 3-446-17325-0).
- 2000 folgte eine Auswahl aus den Texten der neunziger Jahre in La Bustina di Minerva (deutsch in Auswahl: Derrick oder die Leidenschaft für das Mittelmaß. Streichholzbriefe 1990-2000, Hanser 2000, ISBN 3-446-19906-3).
- 2002 eine Taschenbuchausgabe bei dtv mit Texten aus diversen früheren Hanser-Bänden: Gesammelte Streichholzbriefe, ISBN 3-423-12970-0.
- 2006 bei Hanser eine nicht vom Autor selbst, sondern von seinem Übersetzer zusammengestellte Auswahl aus den Texten seit 2000: Schüsse mit Empfangsbescheinigung. Neue Streichholzbriefe, ISBN 3-446-20761-9.
- Im selben Jahr hat Umberto Eco eine weitere Auswahl, diesmal vor allem der politischen Texte seit Anfang des neuen Jahrtausends, in seinen Aufsatzband A passo di gambero. Guerre calde e populismo mediatico übernommen (deutsch Im Krebsgang voran. Heiße Kriege und medialer Populismus, Hanser 2007, ISBN 978-3-446-20837-7).
- Eine Auswahl der Streichholzbriefe von 2001 bis 2016 ist erschienen in Pape Satàn Aleppe. Cronache di una società liquida, 2016 (dt. Pape Satàn. Chroniken einer flüssigen Gesellschaft oder Die Kunst, die Welt zu verstehen, übersetzt von Burkhart Kroeber, München: Hanser, 2017).

## Rezeption
Der österreichische Autor und Kritiker Franz Schuh schrieb:

„Ecos Streichholzbriefe halte ich für eine wunderbare Gattung: sie unterhalten und belehren zugleich; in ihrer Kürze und Themenvielfalt stacheln sie das Denkvermögen an, sie sind die ideale Übung für schwerere intellektuelle Aufgaben, als sie es selber sind.“